# Tiit Aleksejev

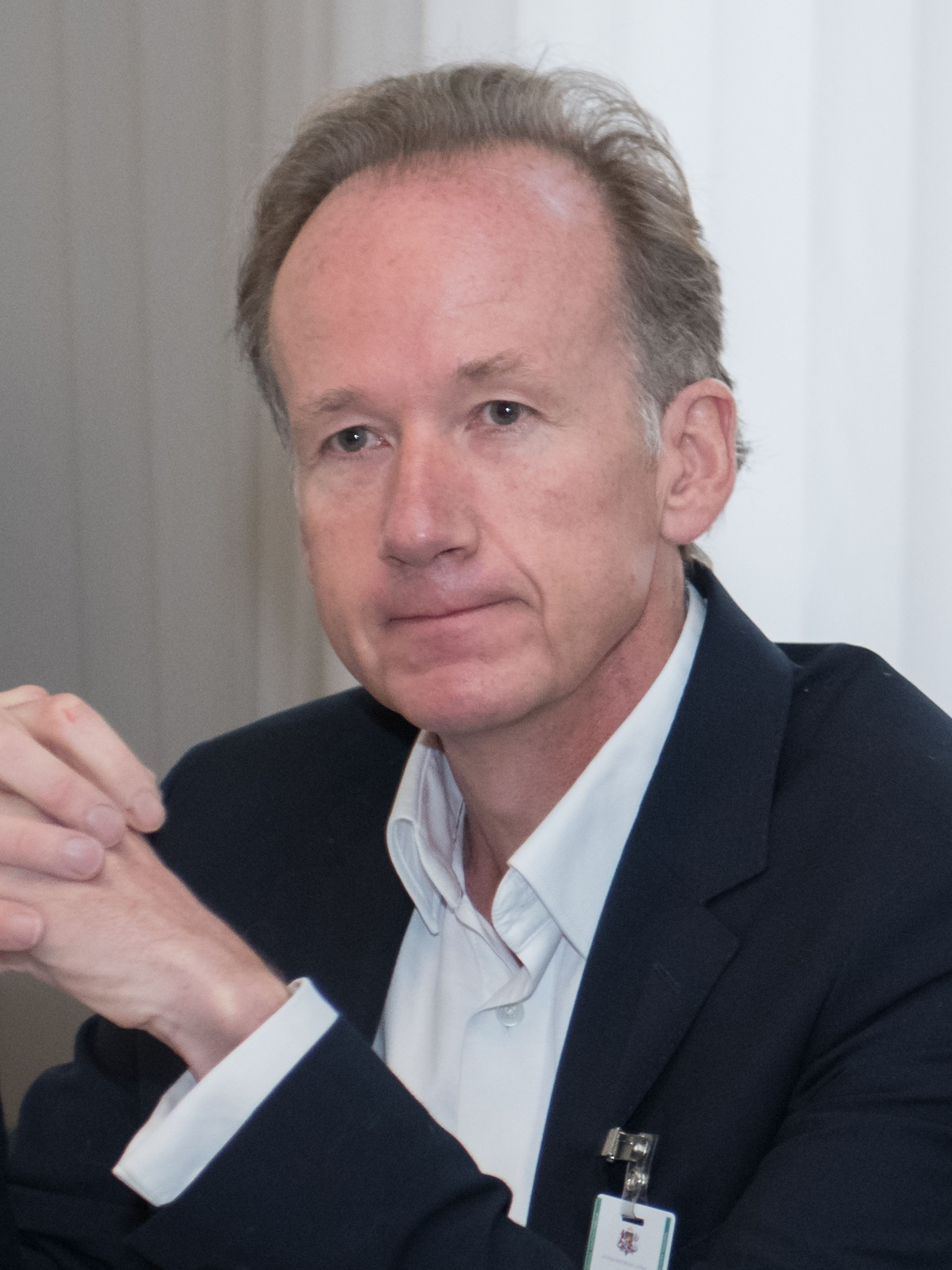
Tiit Aleksejev (2018)

Tiit Aleksejev (* 6. Juli 1968 in Kohtla-Järve) ist ein estnischer Historiker, Diplomat und Schriftsteller.

## Leben
Tiit Aleksejev machte 1986 in Elva Abitur und studierte danach an der Universität Tartu Geschichte. Nach seinem Studienabschluss (1992) studierte er ein Jahr in Oxford innerhalb des „Foreign Service Programme“ und arbeitete danach von 1993 bis 1999 als Dozent an der Universität Tartu. Dort verteidigte er 1997 auch seine Magisterarbeit. Von 1999 bis 2003 arbeitete er im diplomatischen Dienst an der Estnischen Botschaft in Paris, von 2003 bis 2006 war er bei der estnischen EU-Vertretung in Brüssel tätig.
Tiit Aleksejev ist seit 2006 Mitglied des Estnischen Schriftstellerverbandes und seit 2015 Mitglied des Direktoriums des European Writers‘ Council. Er lebt als freiberuflicher Schriftsteller in Tallinn und ist seit 2016 Vorsitzender des Estnischen Schriftstellerverbandes.

## Werk
Tiit Aleksejevs erste Erzählung erschien 1999 in der estnischen Literaturzeitschrift Looming, sein Buchdebüt erfolgte 2006. Der Roman Das weiße Königreich, der den Betti-Alver-Debütpreis erhielt, vereint die diplomatischen und historischen Interessen des Autors und kann als in Paris spielender Spionage-Thriller charakterisiert werden, obwohl seine Stärke „in der Fähigkeit des Autors liegt, kluge Analysen der menschlichen Natur und des genius loci zu geben.“
Seinen bislang größten Erfolg erzielte der Autor mit dem Roman Pilgerfahrt, der mit dem Literaturpreis der Europäischen Union ausgezeichneter wurde. Er liefert eine Beschreibung des Ersten Kreuzzuges aus der Perspektive eines Toulouser Ritters und wartet mit vielen Detailbeschreibungen auf, die von der herkömmlichen Geschichtsschreibung häufig wenig oder gar nicht beachtet werden. Besonders hervorzuheben ist die psychologische Darstellung, in der die Pilgerfahrt zu einem „Symbol des persönlichen Lebenskampfes“ wird. Ein anderer Kritiker gab seiner Rezension schlicht den Titel „Reise ins Herz der Dunkelheit“, und in der Kritik wurden auch Vergleiche zu Meistern des historischen Genres wie Mika Waltari oder Karl Ristikivi gezogen. Der Roman ist mittlerweile ins Ungarische (2012), Bulgarische (2013), Finnische (2013), Italienische (2013), Lettische (2013) und Tschechische (2017) übersetzt worden.
Auch in seinen weiteren Werken nimmt sich der Autor Themen aus der estnischen Geschichte an, denen er neue Facetten hinzufügt, denn “wo der Historiker die Feder niederlegt ... , schlägt die Stunde des Schriftstellers”. Darin ist sein Werk dem von Ene Mihkelson oder Sofi Oksanen vergleichbar.

## Auszeichnungen
- 2006 Betti Alver-Debütpreis
- 2010 Literaturpreis der Europäischen Union
- 2011 Virumaa-Literaturpreis
- 2019 Friedebert-Tuglas-Novellenpreis
- 2023 Orden des weißen Sterns (III. Klasse)

## Bibliographie
- Valge kuningriik ('Das weiße Königreich'). Tallinn: Varrak 2006. 197 S.
- Palveränd. Lugu esimesest ristisõjast ('Pilgerfahrt. Erzählung vom ersten Kreuzzug'). Tallinn: Varrak 2008. 308 S.
- Leegionärid ('Die Legionäre'; Schauspiel). Tallinn: SA Kultuurileht 2010. 56 S. (Loomingu Raamatukogu 20/2010)
- Kindel linn ('Eine feste Burg'). Tallinn: Varrak 2011. 205 S.
- Kuningad. Näidend aastast 1343 ('Die Könige. Schauspiel aus dem Jahre 1343'). Tallinn: SA Kultuurileht 2014. 73 s. (LR 1/2014)
- Müürideta aed. Lugu Esimesest ristisõjast ('Der Garten ohne Mauern. Geschichte aus dem Ersten Kreuzzug'). Tallinn: Varrak 2019. 238 S.

## Sekundärliteratur
- Jan Kaus: Psühholoogilise kirjutuse lävepakul, in: Looming 9/2006, S. 1417–1423.
- Tõnu Õnnepalu: Diplomaatilised kõhklused, in: Vikerkaar 9/2006, S. 105–108.
- Tõnu Õnnepalu: Mõtteränd maisesse Jeruusalemma, in: Looming 3/2009, S. 436–439.
- Toomas Paul: Teekond pimeduse südamesse, in Keel ja Kirjandus 4/2009, S. 286–290.
- Meelis Friedenthal: Palveränd iseenda juurde, in: Vikerkaar 4–5/2009, S. 168–171.
- Linda Kaljundi: The Historian Who Came in from the Cold, in Estonian Literary Magazine 30 (2010), S. 8–14.
- Peeter Helme: Varjude vabastamise kunst, in: Keel ja Kirjandus 10/2010, S. 770–772.
- Andrei Hvostov: Lugu kadunud linnast ja selle taastajast, samuti kadunust, in: Looming 11/2010, S. 1602–1605.
- Urmas Vadi: Eesti sõjameeste vaimud tühjal väljal, in: Vikerkaar 1–2/2011, S. 188–192.
- Holger Kaints: Rahvusromantilised kuningad aastal 1343, in: Looming 9/2014, S. 1335–1337.